# Centre de la mémoire (Oradour-sur-Glane)

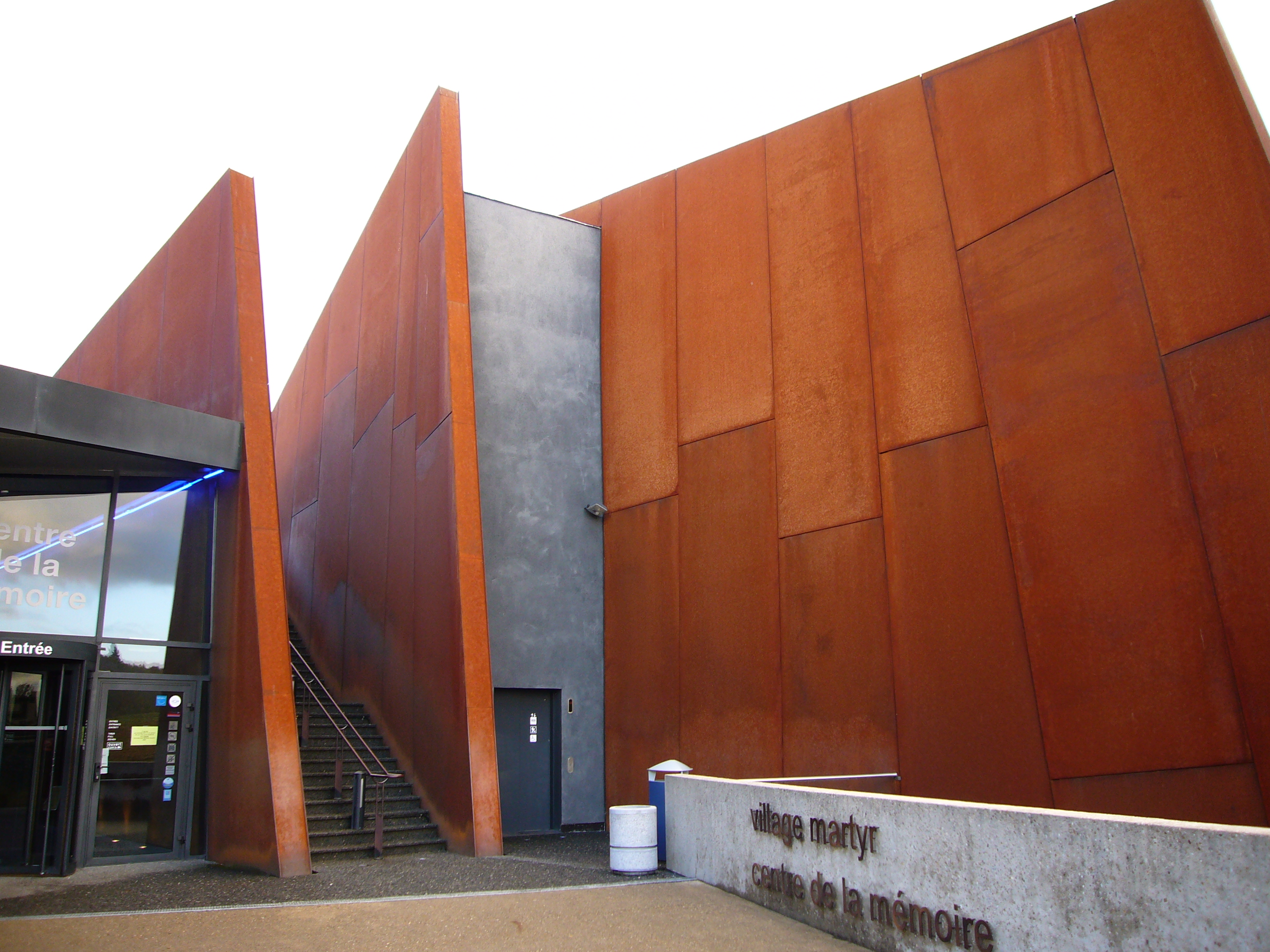
Centre de la mémoire Oradour

Das Centre de la mémoire ist ein Museum in Oradour-sur-Glane im zentralfranzösischen Département Haute-Vienne. Es dient dem Gedenken an das Massaker von Oradour, ein durch die Waffen-SS am 10. Juni 1944 verübtes Kriegsverbrechen, sowie der Information darüber und als Mahnmal für kommende Generationen.

## Entstehung
Auf Initiative von Jean-Claude Peyronnet, Präsident des Conseil Général des Départements Haute-Vienne, und im Einvernehmen mit dem Französischen Verein der Familien der Märtyrer wurde das Projekt 1989 dem damaligen französischen Staatspräsidenten François Mitterrand vorgelegt. 1992 wurde die Projektleitung in einer internationalen Ausschreibung festgelegt und erhielt die Unterstützung des Kultusministeriums, des Ministeriums der Kriegsversehrten und -veteranen, der Region und der Europäischen Gemeinschaft. Im Jahr 1994 wurde ein Projektleiter eingestellt, der mit den historischen Recherchen und mit der Koordination des Projekts betraut wurde.
Zur gleichen Zeit beschloss man, die Verantwortung für die Architektur und den Bau Yves Devraine und seinem Team zu übertragen.
1999 wurde das Centre de la mémoire von Jacques Chirac und der französischen Ministerin für Kultur, Catherine Trautmann, eröffnet.
Seit 2001 kann ein österreichischer Gedenkdienst im Centre de la mémoire abgeleistet werden.
2002 hatte das Centre de la mémoire 300.000 Besucher, die sich sowohl die Dauerausstellung als auch zeitlich begrenzte Projekte ansehen konnten.

## Architektur
Nach dem Konzept von Yves Devraine sollte das Centre de la mémoire eine Symbiose mit der Landschaft bilden und so zu einer Art „Nichtarchitektur“ werden. Diese sogenannte „Nichtarchitektur“ besteht aus einem Dach, von dem man einen Blick über das Glane-Tal, die Ruinen und das neue Dorf werfen kann, und wird von einem zentralen Riss im Gebäude, angedeutet durch verrostete Stahlplatten, zusätzlich unterstrichen. Dieser Riss soll durch seine Form die Zerstörung symbolisieren, durch sein Material die Vergänglichkeit vor Augen führen und so ein gealtertes Erscheinungsbild bieten. Der gesamte Komplex wurde teilweise im Boden versenkt, um nicht von den Ruinen abzulenken oder sie gar zu verdecken.

## Ausstellungen
In der kreisförmigen Eingangshalle wird der Besucher mit zwei hochgradig symbolischen Photographien konfrontiert: Auf der einen Seite Adolf Hitler bei seiner Rede an die Volksmassen am Reichsparteitag in Nürnberg, auf der anderen Seite steht der Schriftzug „Souviens-toi“ (Erinnere dich), der auch am Eingang zu den Ruinen Oradours zu lesen ist.
Auch die Dauerausstellung ist in diesem Stil der Gegensätzlichkeiten gehalten. So werden – mit Hilfe der Farben schwarz und rot – der Nationalsozialismus und der Werdegang der SS-Panzerdivision „Das Reich“ beschrieben. Im Kontrast dazu steht die Beschreibung des täglichen Lebens in Oradour vor dem Massaker, dargestellt mit Hilfe weicher, heller Farben und Materialien.
In der untersten Ebene befindet sich das Dokumentationszentrum mit seinen modulartig veränderbaren Sälen, die es ermöglichen, sowohl Schülergruppen als auch Lehrkräfte bzw. Pädagogen unter optimalen Bedingungen zu empfangen. Es enthält eine umfangreiche Dokumentation aus französischen und ausländischen Archiven mit Fotografien, Filmen, Veröffentlichungen und Zeitschriften. Sie diente zunächst den historischen Recherchen in der Vorbereitung der permanenten Ausstellung.
Das nüchterne äußere Erscheinungsbild lässt Raum für individuelle Gedanken und Gefühle. Die Größe der verglasten und verspiegelten Oberfläche lädt den Besucher zu einer Reise von der Vergangenheit in die Zukunft ein, die sich auf der anderen Seite des Spiegels befindet.

## Friedhof
Der Friedhof Cimetière d’Oradour-sur-Glane ist ebenfalls eine Gedenkstätte.